# ويبستر ثاير
ويبستر ثاير (بالإنجليزية: Webster Thayer) هو قاضي أمريكي، ولد في 7 يوليو 1857 في Blackstone, Massachusetts ‏ في الولايات المتحدة، وتوفي في 18 أبريل 1933 في بوسطن في الولايات المتحدة.